# Startklar
startklar war als Nachfolger der Sendung Das Rasthaus das älteste Automagazin im deutschen Fernsehen.
Die anfangs vom Südwestfunk, nach der Fusion vom Südwestrundfunk produzierte Sendung wurde 34 Jahre unter dem Titel Das Rasthaus ausgestrahlt, erstmals 1961. Von 2005 bis 2008 wurde der Titel ergänzt als Rasthaus – Das Automagazin.

## Moderation
Initiator und erster Moderator war der Motorsport-Journalist Günter Jendrich, ab 1964 zusammen mit seiner Ehefrau Antje Hagen. Nach Jendrichs Tod 1969 übernahm der Journalist Wolf Littmann die Sendung, und 1986 nach einer fünfjährigen Unterbrechung des Magazins Wolf-Dieter Ebersbach. Diesem wurde 1986 der „Trostpreis“ der Sauren Gurke für „regelmäßiges Locken mit nackten Tatsachen“ verliehen. In der Folge erhielt er aber auch zahlreiche reguläre Preise für die in der Sendung thematisierte Verkehrssicherheit. 
Seit 2005 moderierte Thorsten Link, anfangs abwechselnd mit Valeska Homburg bzw. danach Stefanie Tücking.

## Sendeplätze, Dauer und Drehorte
Die ersten Sendungen wurden monatlich im zweiten Programm der ARD (ARD 2) abends ausgestrahlt und dauerten 45 Minuten. Noch 1962 etablierte sich als Sendeplatz aber der Samstagnachmittag im ersten Programm der ARD, die Sendedauer wurde häufig, aber nicht immer, auf 30 Minuten verkürzt.
Aufgrund der 1971 eingeführten ARD-Ratgeber-Reihe ersetzte der neugeschaffene ARD-Ratgeber: Auto und Verkehr, der ebenfalls vom SWF produziert wurde, 1974 Das Rasthaus in der ARD. Das Rasthaus wurde nach vierjähriger Pause 1978 nun auf Südwest 3, verlängert auf 50 Minuten und zunächst im Vorabendprogramm, ausgestrahlt. Später kehrte man zu einem Sendetermin am späten Nachmittag zurück, und seit 2005 auch wieder zu einer Dauer von 30 Minuten. Die Sendung wurde von 2001 bis 2011 im Technik-Museum Speyer aufgezeichnet und in Staffeln von jeweils 12 Folgen im Wechsel mit der Sendung Eisenbahnromantik ausgestrahlt, jeweils sonntags um 16 Uhr im SWR Fernsehen. Thorsten Links startklar-Moderationen wurden seit 2011 an verschiedenen Orten in Baden-Württemberg aufgenommen, seit dem 1. September 2012 wurde startklar samstags um 16.45 Uhr im SWR Fernsehen gesendet. Die Sendung wurde mit der Folge am 30. November 2013 ersatzlos eingestellt.

## Inhalte

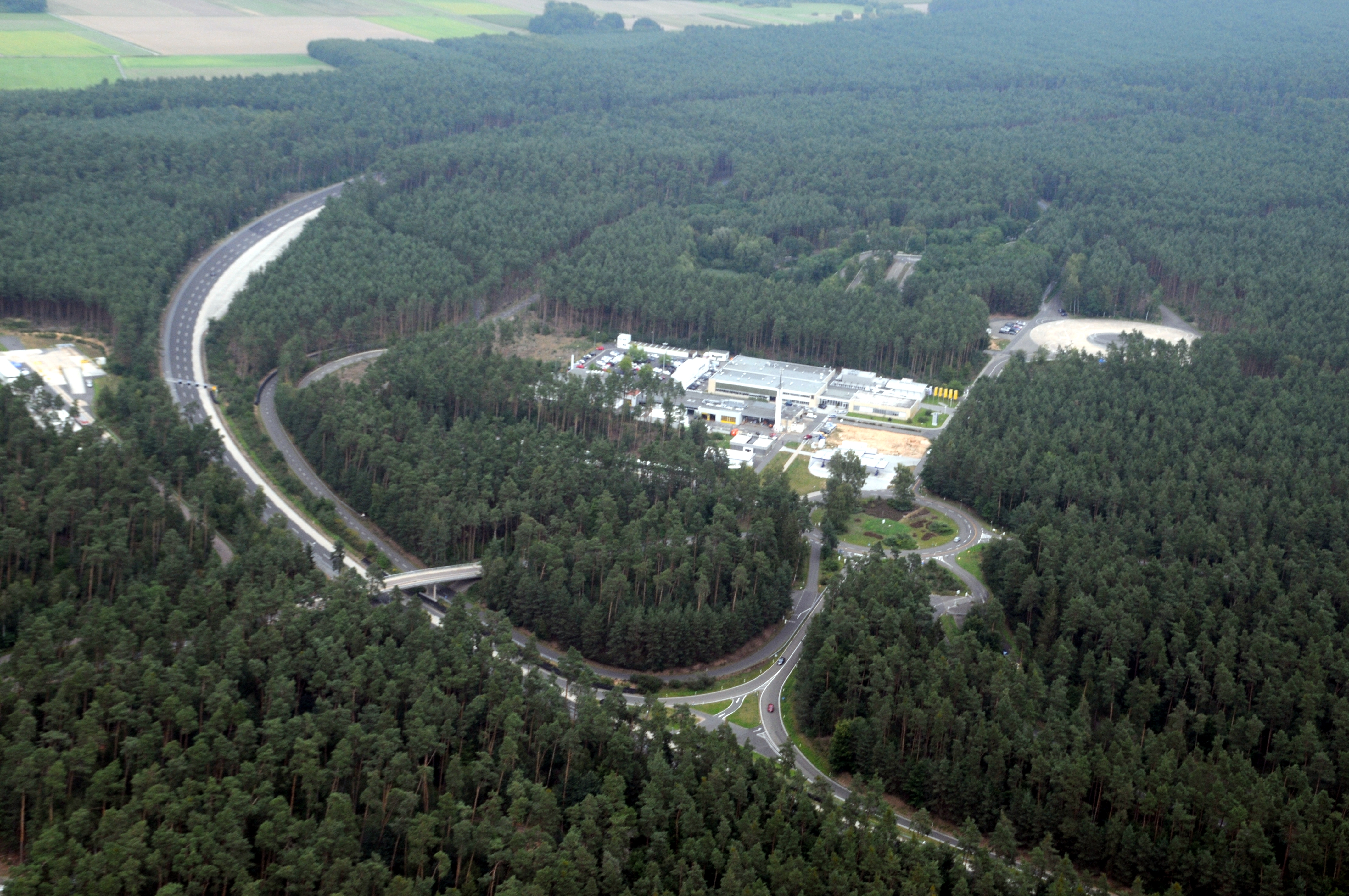
Opel Testgelände Dudenhofen

startklar und seine Vorgängersendungen engagierten sich einerseits in Sachen Verkehrserziehung der Zuschauer (z. B. das richtige Verhalten an Zebrastreifen oder Baustellen), andererseits mit kritischen Autotests. Fahrzeuge wurden auf dem Opel-Testgelände Dudenhofen einem harten Fahrtest unterzogen (abruptes Einlenken bei 80 km/h, schnelle Kreisfahrt), und auch der Fahrwerks-Komfort auf einer „Marterstrecke“ getestet. Die tatsächlich erreichte Höchstgeschwindigkeit wie die Tachoabweichung wurden bestimmt; beides ist in Autotests, auch im Printmedien-Bereich, eher selten üblich.